# Свердлова-Центр
Свердлова-Центр  — микрорайон города Перми. Расположен в Свердловском районе.

## География
Микрорайон представляет собой южную часть центра города. Ограничен с юга улицей Белинского, с севера улицей Пушкина (по которой проходит граница с Ленинским районом), с востока Сибирской улицей, с запада улицей Куйбышева.

## История
На карте Перми 1802 года южная граница города проходила по улице Большая Ямская (нынешняя Пушкина) и Малая Ямская. Южнее этой границы в 1804—1805 годах был построен бульвар, позднее названный Загородным садом. В 1824 году здесь была построена ротонда в честь приезда Александра I. Ныне это территория парка Горького. В 1822 году граница города в целом также проходила по улице Малая Ямская, южнее этой границы был обозначен только кирпичный сарай по Большой дороге на Кунгур (ныне улица Сибирская). В 1850 году на карте города южнее Городского сада уже обозначены кварталы частных домов между улицами Кунгурская и Сибирская. На карте 1893 года на улице Сибирской при пересечении с улицей Спасская появляется Сибирская площадь (ныне площадь Ветеранов у областного Дома офицеров). Южнее ее отмечена Пересыльная тюрьма (ныне кукольный театр). Южная граница города уже сдвинута до улицы Загородная (ныне улица Белинского). Западная сторона улицы Кунгурской оставалась пустой. Но уже в 1902 году здесь указаны приют душевнобольных и бактериологическая станция. На карте 1908 года у перекрестка Кунгурской и Малой Ямской улицы появился цирк (разобранный, видимо, позднее). В южной части Городского сада отмечен велодром (открыт в 1899 году), а к западу от перекрестка улиц Кунгурская и Мещанская (ныне улица Полины Осипенко) поселок Курочкина (не входящий в город). К югу от пересечения улиц Кунгурской и Загородная (ныне Белинского) южнее нынешней Комсомольской площади показан ипподром и холерные бараки заимки Базанова. На карте 1914 года район между улицами Кунгурская и Сибирская назван Новой слободкой (Старая Слободка находилась восточнее Сибирской улицы). В 1933 году южнее психолечебницы показан студенческий городок мединститута, в 1938 году уже вся западная сторона Комсомольского проспекта показана застроенной. В 1920-е годы на месте спортплощадки им. Семашко был построен стадион «Динамо».
Однако основное строительство микрорайона со сносом малоэтажных строений началось уже в 1950-е годы. Здесь были возведены кварталы многоквартирных домов, в том числе в стиле сталинского ампира вдоль Комсомольского проспекта. В 1957 году построен кинотеатр «Октябрь», в 1961 кинотеатр «Кристалл» (в 2000-е годы на его месте построен был кинотеатр Синема Парк Кристалл). В последние годы на месте территории бывшей психолечебницы был возведен ЖК «Гулливер» и произведена реконструкция улицы Революции. В 2023 году планируется окончание реконструкции бульварной части и тротуаров Комсомольского проспекта и ремонта фасадов зданий, выходящих на него.

## Улицы
Основные улицы микрорайона в меридиональном направлении: Куйбышева, Комсомольский проспект, Газеты Звезда, Сибирская. В широтном направлении (или близком к нему) проходят улицы Пушкина, Малкова, Революции, Швецова, Тимирязева, Красноармейская, Белинского.

## Образование
Среднее образование: средняя школа №9, средняя школа №93 и детская музыкальная школа №1.

## Спорт
Стадион Динамо и стадион Юность. Спортивная школа олимпийского резерва №1.

## Достопримечательности
Парк Горького, архитектурный комплекс верхней части Комсомольского проспекта (в том числе здание Пермэнерго и Дом учёных), центр "Муравейник" на Комсомольском проспекте, Дом офицеров, площадь Ветеранов и Пермский театр кукол на Сибирской улице. В 2022 году должен быть реконструирован сквер имени Вагнера.